# Caucagierzwaluw
De caucagierzwaluw (Cypseloides lemosi) is een vogel uit de familie Apodidae (gierzwaluwen).

## Verspreiding en leefgebied
Deze soort komt voor van Colombia tot noordoostelijk Ecuador en noordwestelijk Peru.